# 色薩利

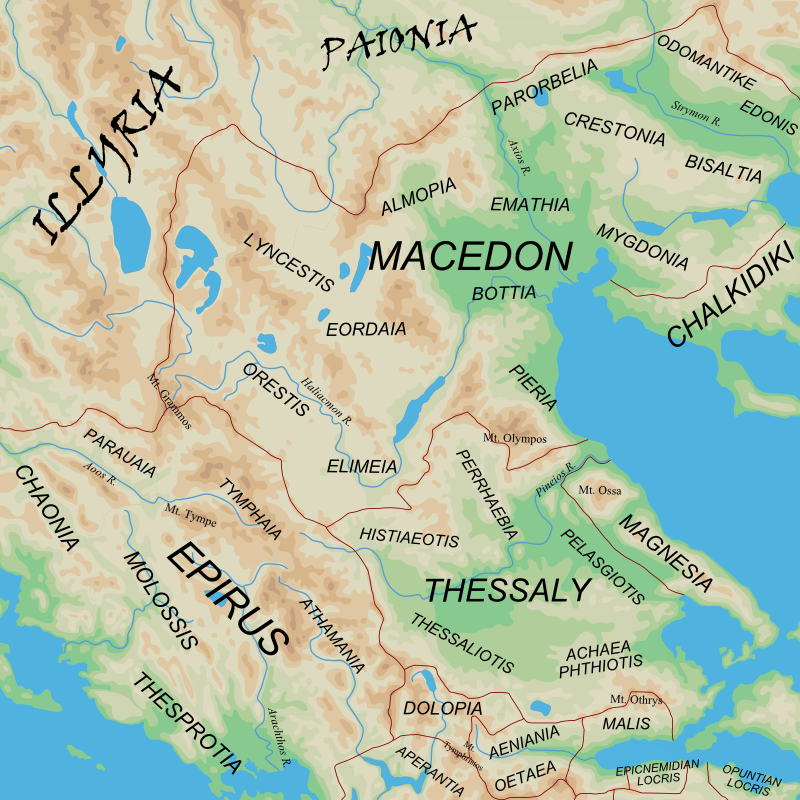
希臘中北部地圖，色薩利位於下方

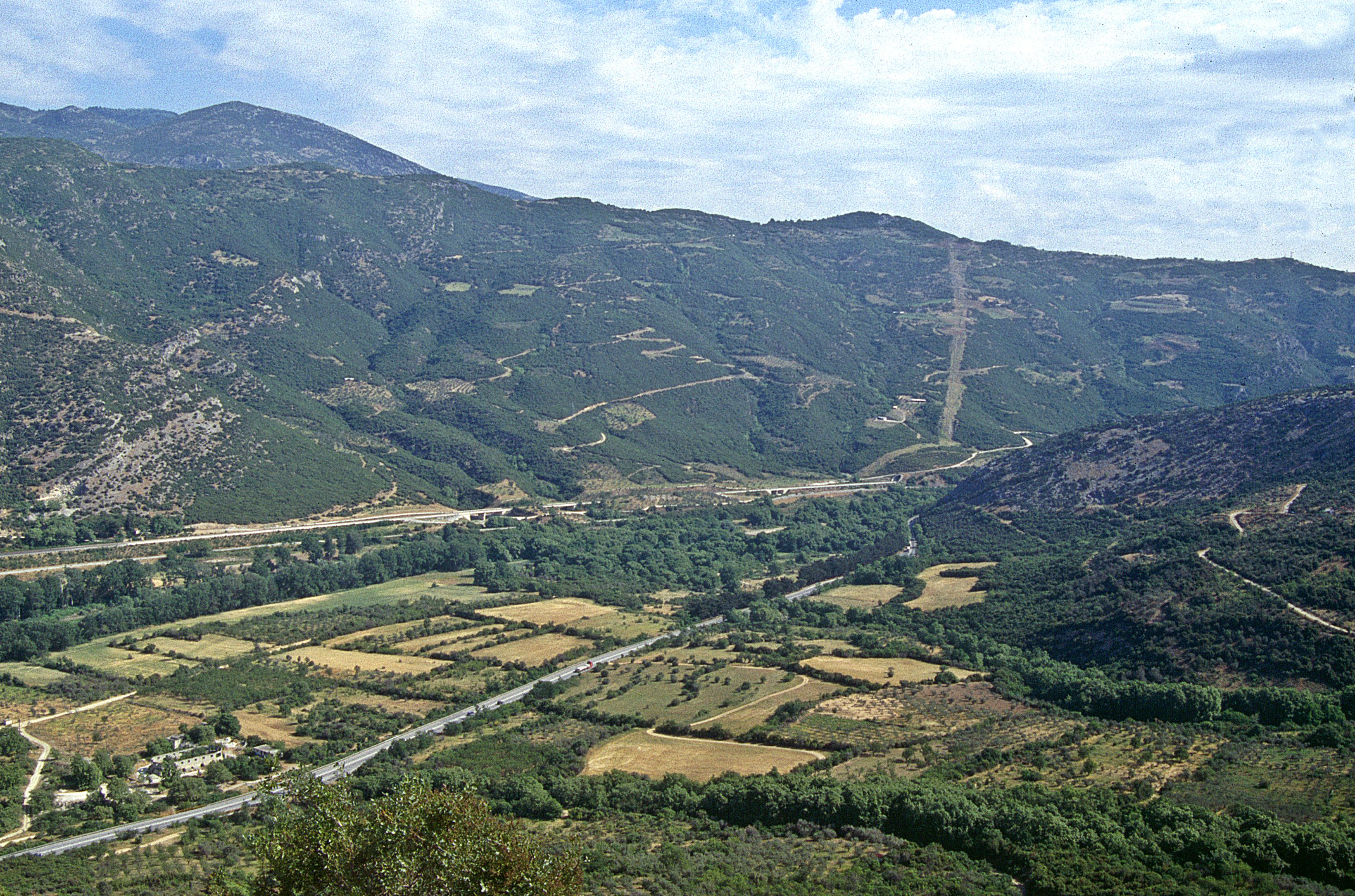
坦佩谷

色薩利（希臘語：Θεσσαλία）是希臘的一個地理區域，位於希臘中部，範圍大致與行政區色薩利大區吻合。色薩利地區的最大城市為拉里薩，人口有164,095人。
色薩利位於品都斯山脈東麓，東邊是皮利翁山形成的一個半島，呈現盆地地形。東南方的帕加西蒂科斯湾是色薩利進出愛琴海的通道，海港城市沃洛斯位在海灣北岸。著名的奧林匹斯山座落於色薩利北部，與馬其頓之間的分界。皮尼奧斯河由西向東流過色薩利北部。